# Мурали (Кайбицкий район)

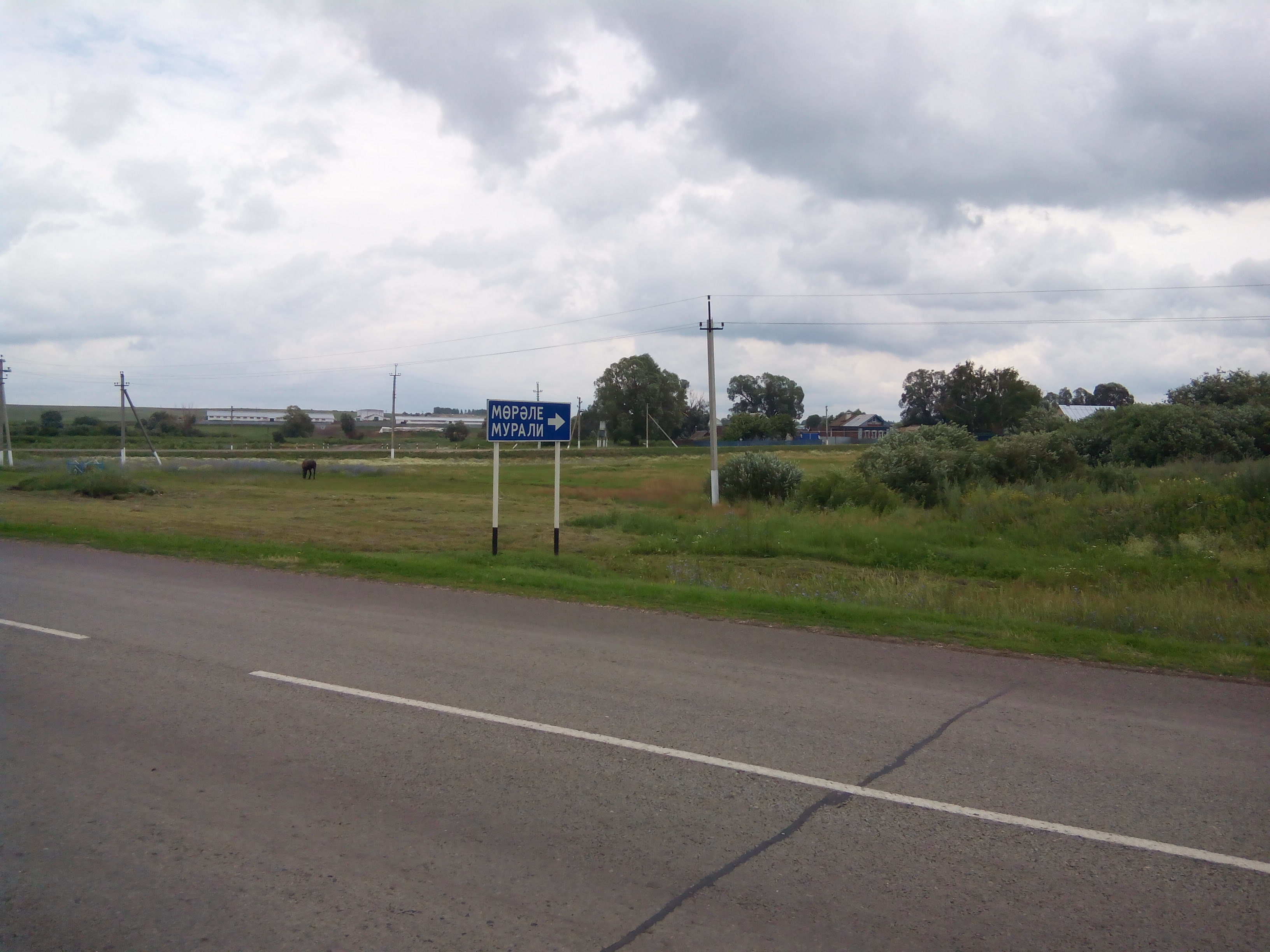
У деревни Мурали

Мурали (тат. Мөрәле) — село в Кайбицком районе Республики Татарстан. Административный центр Муралинского сельского поселения.

## География
Село расположено в 90 км к юго-западу от Казани и в 10 км к востоку от районного центра — села Большие Кайбицы. Железнодорожная станция Куланга находится в 6 км от села.

## История
Село известно с периода Казанского ханства.
В «Списке населенных мест по сведениям 1859 года», изданном в 1866 году, населённый пункт упомянут как казённая деревня Мурали 1-го стана Свияжского уезда Казанской губернии. Располагались при речке Муралинке, на просёлочной дороге от Симбирского тракта в Цивильский уезд,  45 верстах от уездного города Свияжска и в 26 верстах от становой квартиры в казённом селе Кильдеево (Троицкое). В деревне в 114 дворах жили 659 человек (336 мужчин и 323 женщины). Был мусульманский молитвенный дом.

## Население
| Год  | Население |
| ---- | --------- |
| 1989 | 611       |
| 1997 | 583       |
| 2010 | 496       |

В селе проживают в основном татары.

## Социальная сфера
- Муралинская общеобразовательная школа[6]